# Софи Бард
София Илиянова Бърдарова е българска поп певица, позната с артистичния псевдоним Софи Бард.

## Биография и творчество
Софи Бард е родена на 12 юли 1988 г. в Русе. За първи път се изявява на сцена на 5-годишна възраст, след което започва да пее в центъра за работа с деца в родния си град. 
През детството си се явява на множество конкурси като „Млади таланти“, „Международен фестивал на класическата китара“ в състава на китарен оркестър „Сцена на трубадура“ и „Коледен конкурс за млади естрадни изпълнители“, където печели първо място.
В детските си години Софи Бард е вокалист на поп-рок групата „Basement prodject“, която създава две авторски песни, които имат и видеоклипове. Непосредствено след завършване на училище, започва работа в пиано барове в страната.
През 2012 г. се запознава с мениджъра си Кармен Гърков, през септември 2013 г. приема артистичния псевдоним Софи Бард и сключва договор с фирма „Krazytime“, която става неин продуцент.
Отново през септември 2013 г. излиза дебютната ѝ песен „Където и да си“, която е по музика, текст и аранжимент на Валентин Тонков, а видеоклипът е дело на Орлин Станев.
Следва проектът „Бяла Коледа“, в дует с Петя Буюклиева, по музика на Камен Николов, текст на Стела Миразчийска и видео на Орлин Станев. 
През 2014 г. излиза сингълът „Знам как“, който е по музика, текст и аранжимент на Ренан Решад и видео на Орлин Станев. Следват проектите „Пам-пара-рам“, „Sunshine“ и „Има ли звук“, които са по музика и текст на Ренан Решад, а режисьор на лентите е Jeason Brad Lewis.
Певицата реализира съвместен проект с Давидов и Say-p, който се казва „Полет“. През лятото на 2015 г. Софи Бард се изявява на родната и световната сцени с проекта „What“. Песента е на английски език и отново е по музика, текст и аранжимент на Ренан Решад, а видеоклипът, заснет в Гърция, е дело на Павлин Иванов – Bashmotion.